# هارلیویل
هارلیویل(به انگلیسی: Harleyville) شهری در ایالت کارولینای جنوبی کشور ایالات متحده آمریکا است که جمعیت آن در سرشماری سال ۲۰۱۰ میلادی، ۶۷۷ نفر بوده‌است.